# Comté de Grand Gedeh
Le comté de Grand Gedeh est l’un des 15 comtés du Liberia. Sa capitale est la ville de Zwedru. Le code ISO 3166-2 du comté est « LR-GG ».

## Géographie
Le comté de Grand Gedeh a une superficie de 17 029 km2 ; c'est le deuxième plus vaste comté du Liberia. Il ne possède pas de façade maritime. Au nord, le comté partage une frontière avec la Côte d'Ivoire.

## Districts
Le comté est subdivisé en 3 districts :
- District de Gbarzon
- District de Konobo
- District de Tchien

## Démographie
Sa population s'élevait à 126 146 habitants en 2008, ce qui le classe neuvième parmi les comtés du Liberia. En 1984, sa population s'élevait à 63 028 habitants. Entre les deux recensements, la population s'est accrue en moyenne de 2,9 % par an.